# Chassy (Cher)
Chassy és un municipi francès, situat al departament de Cher i a la regió de Centre – Vall del Loira. L'any 2007 tenia 257 habitants.

## Demografia

### Població
El 2007 la població de fet de Chassy era de 257 persones. Hi havia 112 famílies, de les quals 44 eren unipersonals (28 homes vivint sols i 16 dones vivint soles), 32 parelles sense fills, 32 parelles amb fills i 4 famílies monoparentals amb fills.
La població ha evolucionat segons el següent gràfic:
Habitants censats

### Habitatges
El 2007 hi havia 179 habitatges, 117 eren l'habitatge principal de la família, 55 eren segones residències i 7 estaven desocupats. 176 eren cases i 2 eren apartaments. Dels 117 habitatges principals, 87 estaven ocupats pels seus propietaris, 20 estaven llogats i ocupats pels llogaters i 10 estaven cedits a títol gratuït; 3 tenien una cambra, 18 en tenien dues, 21 en tenien tres, 28 en tenien quatre i 47 en tenien cinc o més. 83 habitatges disposaven pel capbaix d'una plaça de pàrquing. A 53 habitatges hi havia un automòbil i a 50 n'hi havia dos o més.

### Piràmide de població
La piràmide de població per edats i sexe el 2009 era:
| Homes | Edats   | Dones |
| ----- | ------- | ----- |
| 0     | 95 o +  | 0     |
| 0     | 90 a 94 | 0     |
| 4     | 85 a 89 | 0     |
| 4     | 80 a 84 | 4     |
| 0     | 75 a 79 | 0     |
| 12    | 70 a 74 | 4     |
| 20    | 65 a 69 | 8     |
| 8     | 60 a 64 | 4     |
| 0     | 55 a 59 | 0     |
| 8     | 50 a 54 | 12    |
| 4     | 45 a 49 | 4     |
| 0     | 40 a 44 | 8     |
| 8     | 35 a 39 | 8     |
| 20    | 30 a 34 | 20    |
| 4     | 25 a 29 | 0     |
| 8     | 20 a 24 | 4     |
| 16    | 15 a 19 | 8     |
| 12    | 10 a 14 | 4     |
| 0     | 5 a 9   | 16    |
| 16    | 0 a 4   | 4     |

## Economia
El 2007 la població en edat de treballar era de 162 persones, 115 eren actives i 47 eren inactives. De les 115 persones actives 101 estaven ocupades (52 homes i 49 dones) i 14 estaven aturades (8 homes i 6 dones). De les 47 persones inactives 22 estaven jubilades, 13 estaven estudiant i 12 estaven classificades com a «altres inactius».

### Ingressos
El 2009 a Chassy hi havia 111 unitats fiscals que integraven 250 persones, la mediana anual d'ingressos fiscals per persona era de 17.415 €.

### Activitats econòmiques
Dels 6 establiments que hi havia el 2007, 1 era d'una empresa extractiva, 1 d'una empresa de construcció, 1 d'una empresa financera, 2 d'empreses de serveis i 1 d'una empresa classificada com a «altres activitats de serveis».
L'any 2000 a Chassy hi havia 9 explotacions agrícoles que ocupaven un total de 980 hectàrees.

## Poblacions més properes
El següent diagrama mostra les poblacions més properes.